# Rekvalifikace

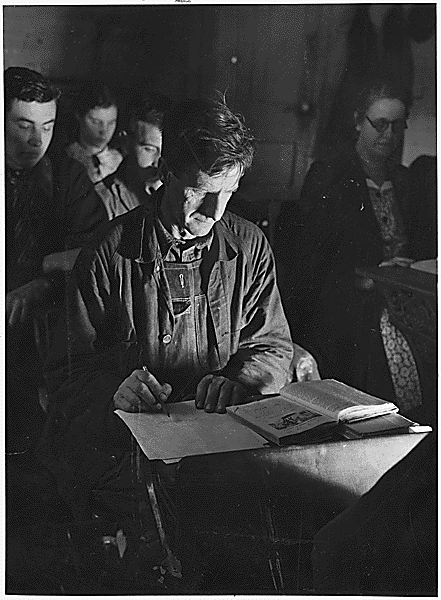
Rekvalifikace dělníků z doby New Deal.

Rekvalifikace je označení pro získání nové kvalifikace nebo rozšíření stávající kvalifikace uchazeče o zaměstnání nebo zájemce o zaměstnání. Při určování obsahu se vychází z dosavadní kvalifikace, zdravotního stavu, schopností a zkušeností fyzické osoby, která má být rekvalifikována formou získání nových teoretických a praktických dovedností v rámci dalšího profesního vzdělávání. Je součástí aktivní politiky zaměstnanosti státu.
Rekvalifikaci může provádět pouze akreditované zařízení a vzdělávací nebo zdravotnické zařízení, které má akreditované vzdělávací programy.

## Druhy rekvalifikačních kurzů
- Rekvalifikační kurzy placené – uchazeč si je hradí ze svých prostředků; jedná se o veřejné kurzy
- Rekvalifikační kurzy zabezpečované úřadem práce – sjednává a hradí příslušný úřad práce, v jehož evidenci se uchazeč o zaměstnání nachází. Rekvalifikace není nárokovatelná, tzn. uchazeč o ni může požádat, ale o tom, zda kurz bude poskytnut, rozhoduje pouze pracovník úřadu. Kurz není povinný a uchazeč nemůže být kvůli jeho neabsolvování vyřazen z evidence úřadu práce. Úřad práce hradí kurzovné i veškeré náklady spojené s rekvalifikací (doprava, ubytování atp.). Náklady ale mohou být vymáhány zpět, pokud účastník kurzu rekvalifikaci nedokončí (mimo vážných důvodů), navíc může být až na půl roku vyřazen z evidence úřadu práce.[1]